# Ягода Мирослав Якович
Мирослав Якович Я́года (23 серпня 1957, с. Волсвин, Львівська область — 11 березня 2018, Львів) — український маляр, графік, поет, прозаїк, драматург та сценограф. Цільний і чесний у своїй багатоманітній творчості, «український Гоя», був визначною фігурою українського мистецького андеґраунду.

## Біографія
Народився в селянській родині, закінчив школу в смт Гірник Львівської області, навчався (але не закінчив студій) у Червоноградському гірничому технікумі. У 1975—1977 роках служив у радянській армії.
З 1980 року замешкав у Львові, спершу у майстерні знайомого скульптора, а з 1985 року — у своїй майстерні (підвал з двох кімнат) на вул. Марченка, 4 (тепер вул. Тершаковців); тут він жив і працював до останнього дня.
У 1981—1987 роках заочно навчався в Українському поліграфічному інституті ім. Івана Федорова на відділі «Графіка». У період навчання розписував церкви у Вінницькій, Львівській і Тернопільській областях.
Поступово увійшов у львівський мистецький світ, але залишався осторонь, провадив досить відлюдкуватий спосіб життя. Вже наприкінці 80-х став культовою фігурою місцевого андеґраунду, а його пивниця-«храм» — особливим місцем у Львові, через яке «переходила довжелезна вервиця візитерів».
Брав участь у виставках і арт-акціях у Львові, Києві, Одесі, Харкові, але здебільшого за кордоном: у Польщі, Австрії, Угорщині, Німеччині. 2001 року працював у Ґраці (Австрія) як стипендіат міжнародної програми Cultural City Network.
Помер 11 березня 2018 року у своїй майстерні, похований у с. Волсвин Сокальського району.

## Художня творчість

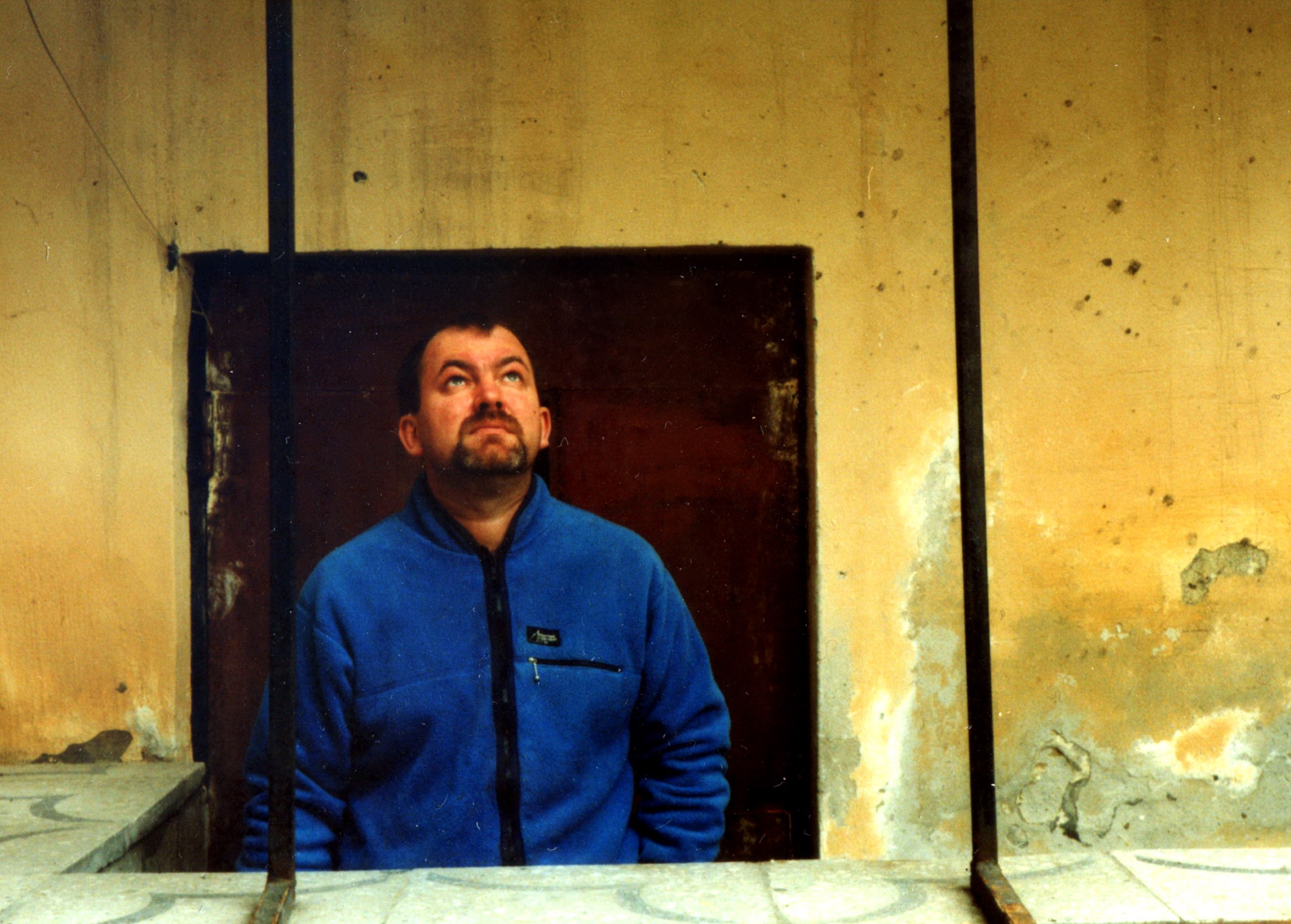
Мирослав Ягода. Львів, 1999

Малювання завжди було важливою частиною життя Ягоди. Своє художнє кредо, вже добре сформоване і глибоко пережите, він виголошує у 2006 році у «Трійці варварів», своєму мистецькому маніфесті: «…художник повинен поставити знак запитання, щоби віднайти себе і пройти до історії… Вийти поза картину, за її рамки — то зробити крок в Універсум. Пензлі сховані в голові. Зблиск картини щораз більше поглинає поза свідомість, як пожива для підсвідомого Я. В картині сповнюється багатовимірність через внутрішньопредметне діяння».
Дуже цільний і водночас надзвичайно різноманітний феномен художньої творчості Ягоди — від поверхневої фіксації межевих станів до складно осяжних за масштабом метафізичних полотен– можна умовно поділити на два головних періоди:
1. Ранній (1990-ті роки), здебільшого інтроспективний період, коли митець заглиблювався у свої пережиття та вболівання, коли найважливішим був сам творчий акт і пов'язані з ним глибокі емоції та психічні стани. Тому полотно чи графіка, які поставали в цьому творчому акті, були радше вторинними, і навіть не дуже зберігалися. „Для того, щоб малювати потрібне пережиття і то страшне пережиття. Мене цікавить не картина як продукт, мене цікавить пережиття, коли я малюю[11]“ — це творче кредо Ягоди особливо визначальне для його мистецтва того часу. Для живопису й графіки цього періоду характерна експресивна композиція (деструкція — це парадоксальна концепція гармонії[12]) і „психоделічна“ манера, переважно „зіркові“ композиції з домінуванням чорного кольору. В той час малювання було і певною терапією для митця, засобом боротьби з його психічним розладом.
2. Пізній (2000-ті роки), здебільшого екстроспективний період, коли митець активізував діалог зі світом — являє свої видіння і ділиться пережитим, автобіографічним. В цьому „семіотичному“ періоді митець далі не зображував навколишніх реалій, але винайшов певну візуальну мову, перейшов „до більш інтелектуалізованої, а тому більш стриманої, майже афористичної манери“[13]. Змінився й його живописний стиль — «колорит стає надзвичайно яскравий… у сюжетах з'являється якесь умиротворення, виражене в статичних композиціях і спокійному мазку»[14]. 
 Саме тоді рамки суто візуальних засобів стали вже надто вузькими для митця. Він розширив своє поетичне сприйняття — і додав до художньої матеріалізації мовну (прозу та поезію) і театральну (п'єси і сценографію), його «живопис перепливав у слово»[15]. В останні роки Ягода майже полишив живопис, але продовжував писати вірші.

Загалом, уся художня творчість Ягоди — це створення своєрідних «ментальних дзеркал»: «Я малюю свій світ, щоб ті, хто його спостерігав, знаходили, що сидить у них». У широкому контексті, живопис Ягоди продовжує європейську експресіоністичну лінію Гойї — Мунка — Бекона, з трагічним світовідчуттям, сприйняттям світу як території страху, передчуттям катастрофи, гротеском і містикою [10]. 

Графіку та живопис Ягоди використовували для оформлення друкованих видань, наприклад, літературного альманаху «Королівський ліс», журналу «Fronda», «Книги Ґебріела», а також журналу-самвидаву «Кремнюк».

## Літературна творчість
Доповнюючи свою художню діяльність прозовою та поетичною творчістю, Ягода і тут не задовільнявся традиційними засобами і «добував кров слів» — створював свою живу афористичну мову зі своїми звуками і неологізмами, стилістичними фігурами, інтонацією та авторським акцентом на словах. Саме так він вводив читача і у свій образний світ та семантичне поле, і у відчуття, які сам інспірував.

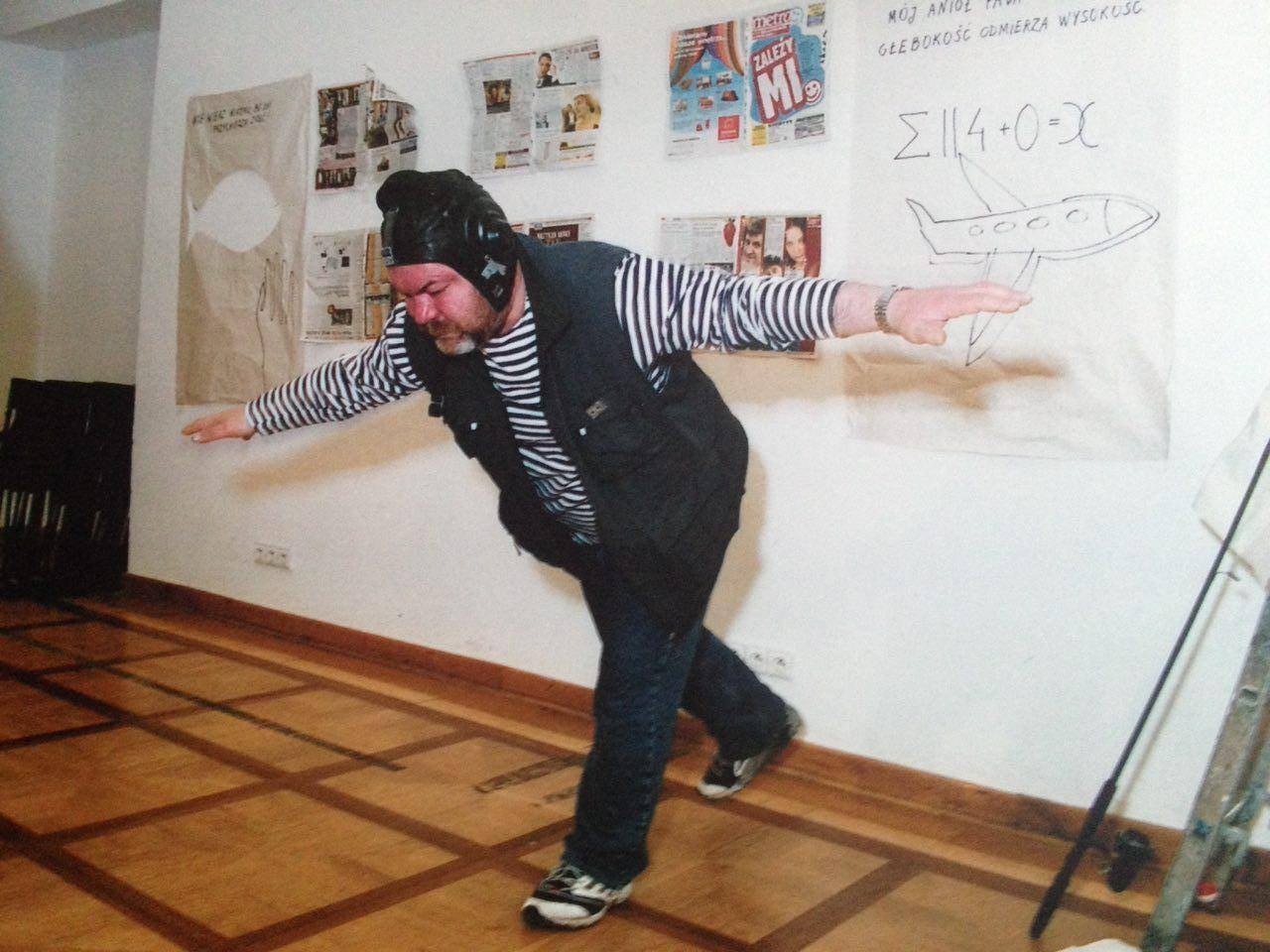
Перформанс «Рибалка — віддзеркалення». Варшава, 2006

1991 року М. Ягода вперше опублікував підбірку своєї поезії «Божевільня» у журналі «Авжеж» (№ 6), 1992 року — у журналі-самвидаві «Кремнюк». Згодом своїм коштом (завдяки фінансовій допомозі друзів) видав чотири поетичні збірки: «Черепослов» (2002), «Дистанція Нуль» (2006), «Сяймо» (2008), «Паралельні світи» (2011), які він публічно презентував. «Черепослов» і тексти драматичних та поетичних творів були представлені на літературному вечорі Асоціації українських письменників; «Сяймо» — на поетичному вечорі у клубі-кафе «Квартира № 35». 
 Він створив цікаву традицію — відзначати свій день народження презентацією нових поетичних доробків. Зокрема, на його п'ятдесятиріччя, 22 серпня 2007 року у львівському театрі імені Л. Курбаса відбувся ювілейний вечір художника з презентацією поетичної збірки «Дистанція Нуль». 2011 року Ягода відсвяткував своє 54-річчя у формі поетичних читань-перформансі «Пульс» в арт-кафе «Квартира 35», де він також представив нову збірку «Паралельні світи». 2020 року родина митця видала поетичну збірку "Скоро буду".
Його вірші перекладено польською та німецькою мовами.
1997 року була опублікована повість М. Ягоди «Вóйна малого жорстокого числа» з авангардною «розірваною» технікою письма, як українська ремінісценція на твір Г. Гейне «Ідеї. Le Grand»
У травні 2006 року М.Ягода брав участь в програмі фестивалю нового українського мистецтва «24 hours.UA» (каталог проекту) на Міжнародному мистецькому симпозіумі De Novo у Centrum Sztuki Współczesnej Zamek Ujazdowski (Варшава, Польща). Він провів поетичне читання «Ягоди усіх країн, єднайтеся!» та перформанс «Рибалка — віддзеркалення».
2008 року М.Ягода взяв участь в проекті «Еклезіаст інша абетка» художньої студії «Антресоля» під егідою Культурно-Мистецького Центру НаУКМА в Києві, де представив свій мистецький маніфест «Трійця варварів».

## Театральна творчість
Від 2000-х років драматургія та сценографія теж доповнювали художню творчість митця і стали ще одним засобом, додатковою мовою, щоб описати лише йому відомі простори й світовідчуття «семіотичного» періоду.
2000 року п'єса «Ніщо» вийшла друком у літературному альманасі «Королівський ліс». «Я писав про зброю художника… Художник розмовляє з мольбертом. І жінка — якби примара, чи натурщиця, хто його знає. Отакі діалоги, дії. Про пустку, так скажемо» — резюмує п'єсу Ягода. П'єсу перекладено німецькою мовою.
2002 року режисер театру «Небо» Марія Верес поставила п'єсу «Ніщо» за сценарієм і сценографією Ягоди в приміщенні академічного театру ім. Марії Заньковецької.
М. Ягода тісно співпрацював з закарпатським режисером Атіллою Віднянським. 2001 року вони разом створили сценографію до п'єси «Зимова казка» за мотивами творів Вільяма Шекспіра, поставленій у Національному театрі в Будапешті. 2003 року А. Віднянський поставив п'єсу «Ніщо» угорською мовою в Закарпатському обласному угорському драматичному театрі у Береговому. Їхня спільна робота — це також постановки п'єси «Дзяди» Адама Міцкевича в Береговському театрі (2001) та п'єси «Вінок Шекспіра» в Театрі замку Дьюла (2005).
2010 року у Львові відбулася прем'єра моновистави «Дорога до світла» за мотивами поезії Ягоди в режисурі та сценографії Марії Верес.

## Виставки
До початку 2000-х років мистецтво Ягоди більше можна було побачити за кордоном, ніж у Львові. Він дуже вибірково брав участь у групових виставках — і сам художник, і куратори вважали за краще презентувати його самобутнє мистецтво персонально.

### Персональні виставки
- 2020  Виставка «Я + GOD = A». Національний художній музей України, Київ, Україна
- 2019 Ретроспективна виставка «Чи я тут - чи там?!». Львівська національна галерея мистецтв імені Бориса Возницького, Львів, Україна (відео)
- 2018 Виставка творів з приватних колекцій. Галерея «Дзиґа», Львів, Україна
- 2016 Виставка однієї картини «Голодомор». Каплиця Боїмів, Львів, Україна
- 2016 Ретроспективна виставка «Львів андеґраунд» (в рамках першого міжнародного фестивалю сучасного мистецтва Freierfest). Музей сучасного мистецтва, Одеса, Україна
- 2014 Благодійна виставка-продаж живопису для поранених бійців АТО. Галерея «Дзиґа», Львів, Україна (відео)
- 2009 Виставка «Життя». Галерея ХудГраф, Київ, Україна
- 2007 Виставка живопису. Варшава, Польща
- 2006 Виставка «Я + GOD = А». Галерея «Дзиґа», Львів, Україна
- 2006 Виставка «Malarstwo». Galeria Kolegium, Вроцлав, Польща
- 2003 Виставка «Мирослав Ягода. Малярство, графіка». Галерея «Дзиґа», Львів, Україна
- 2001 Виставка «Сад Лева» («Garten des Löwen»). Galerie Centrum/Atelier Yin Yang, Ґрац, Австрія
- 1998 Виставка малярства. Galeria Krytyków "Pokaz", Варшава, Польща
- 1998 Виставка в рамках проекту «Cultural City Network». Ґрац, Австрія
- 1997 Виставка малярства. Poleski Ośrodek Sztuki, Лодзь, Польща
- 1997 Виставка «Мирослав Ягода. Малярство» («Miroslav Jahoda. Obrazy»). The Andy Warhol Museum of Modern Art, Меджилабірці, Словаччина
- 1992 Виставка малярства. Teatr Ósmego Dnia, Познань, Польща
- 1992 Виставка «Звідти» («Stamtąd»). Galeria Krytyków «Pokaz», Варшава (виставка також була показана в Ряшеві та Вроцлаві), Польща
- 1991 Виставка «Живопис та малюнок». Galeria «N.N.», Люблін, Польща

### Вибрані групові виставки
- 2018 «Червона книга: Радянське мистецтво Львова 80 — 90-х років». PinchukArtCentre, Київ, Україна
- 2017  «Львів: СОЮЗники». Національний художній музей України. Київ, Україна
- 2015 Київська бієнале 2015. Київ, Україна
- 2010 «Український зріз. Сучасне мистецтво України». Warsztaty Kultury, Люблін, Польща
- 1999 «Вибране вибраних». Галерея «Гердан». Львів, Україна
- 1998 «Досить». КМЦ «Дзиґа». Львів, Україна
- 1998 «18 міст — 18 митців» («18 Städte –18 Künstler»). Організатор — Internationales Haus der Autoren Graz. Австрія, Бельгія, Словаччина, Хорватія, Німеччина, Польща, Боснія та Герцеговина, Сербія
- 1996 «Контрасти» (в рамках міжнародного музичного фестивалю сучасної музики  «Контрасти»). Галерея «Гердан». Львів, Україна
- 1993 "Шлях: зі Львова до Харкова. Галерія «Український засів», Харків, Україна
- 1991 «Ми є» («Jesteśmy»). Galeria «Zachęta», Варшава, Польща
- 1991 Виставка-продаж. Галерея «Три крапки» (у спортзалі Львівського медичного інституту під час Всесвітного з'їзду лікарів-українців). Львів, Україна

## Відео/Аудіо
- Майстерня М. Ягоди. Мітєц, 2018.
- Слайд-шоу вернісажу виставки М. Ягоди "Чи я тут - чи там?!" у Львівській національній галереї мистецтв ім. Б. Возницького. 21.02.2019
- Виставка М. Ягоди "Чи я тут - чи там?!" у Львівській національній галереї мистецтв ім. Б. Возницького. 2019
- Виставка творів М. Ягоди "Я+GOD=A". Артфундація Дукат. 2020
- О. Грозовська і О. Баршинова про виставку «Я+GOD=А». NAMU. 2020
- Уривок з фільму «Інакші». 2020

- Ягода читає свої вірші
  - Я сам собі Ісус
  - Камінь
  - Вірш присвячений Небесній сотні
  - Поетичне читання